# HMS Harrier (J71)
Pour les autres navires du même nom, voir HMS Harrier.
Le HMS Harrier (pennant number J71) est un dragueur de mines de la classe Halcyon construit pour la Royal Navy dans les années 1930 et utilisé pendant la Seconde Guerre mondiale

## Construction
Le Harrier est commandé le 23 février 1933 pour le chantier naval de John I. Thornycroft & Company de Southampton en Angleterre. La pose de la quille est effectuée le 11 juillet 1933, le Harrier est lancé le 17 avril 1934 et mis en service le 9 novembre 1934.
Il est parrainé par la communauté civile de Plympton (Eglise de St. Mary) dans le Devon, dans le cadre de la Warship Week (semaine des navires de guerre) en mars 1942.
La classe Halcyon est conçue pour remplacer la classe Hunt précédente et varie en taille et en propulsion en fonction de sa construction.
Les premiers Halcyon dont fait partie ce navire déplacent 828 t à charge standard et 1 392 t à pleine charge. Les navires ont une longueur totale de 74,9 m, un maître-bau de 10,21 m et un tirant d'eau de 2,7 m.
Ils sont propulsés par deux moteurs à vapeur à expansion verticale, chacun entraînant un arbre, utilisant la vapeur fournie par deux chaudières à trois cylindres Admiralty. Les moteurs produisent un total de 1 770 ch  (2 400 kW) et donnent une vitesse maximale de 16,5 nœuds (30,6 km/h). Le Halcyon transporte au maximum 247 t de mazout, ce qui lui donne un rayon d'action de 7 200 milles marins (13 300 km) à 10 nœuds (19 km/h).  L'effectif du navire est composé de 80 officiers et hommes d'équipage.
La classe Halcyon est armée de deux canons de marine de 4 pouces QF Mk V (102 mm); le canon avant est dans une monture à angle élevé tandis que le canon arrière est dans une monture à angle faible. Elle est également équipée de huit mitrailleuses Lewis de .303 British (7,7 mm). Plus tard dans sa carrière, le support arrière de 4 pouces est retiré, tout comme la plupart des mitrailleuses .303, un support quadruple pour les mitrailleuses Vickers de 12,7 mm est rajouté, tout comme jusqu'à quatre supports simples ou doubles pour les canons antiaérien Oerlikon de 20 mm. Pour le travail d'escorte, son équipement de dragage de mines pouvait être échangé contre environ 40 charges de profondeur.

## Histoire
Mis en service le 9 novembre 1934, le Harrier sert dans la 1re flottille de dragueurs de mines (1 MSF).

### Seconde guerre mondiale
Au début de la Seconde Guerre mondiale, le Harrier est basé à Douvres et, le 20 septembre 1939, il remorque la corvette Kittiwake (L30) à Douvres après avoir été endommagé par une mine britannique dans le barrage défensif entre le banc de Goodwin et le banc de Ruytingen dans le détroit de Douvres, à 2 milles marins à l'Est du navire-phare South Goodwin.
Le 2 février 1940, le Harrier s’efforce également de remorquer le dragueur de mines Sphinx (J69) après qu'il a été bombardé à 15 milles de Kinnaird Head, mais en raison du mauvais temps, le câble de remorquage se sépare par trois fois du navire et le Sphinx fini par couler.
Au début du mois d'avril 1940, le Harrier est affecté à la 6e flottille de dragueurs de mines du commandement de Douvres et, le 13 mai, il remorque le cargo à vapeur hollandais SS Bussum qui a été bombardé près du banc de West Hinder au nord de Goodwins. Le 25 mai, le Harrier balaye la mer à la recherche de mines pour un convoi au large de Zeebrugge lorsqu'il est attaqué par des bombardiers allemands Junkers Ju 88. Une bombe de 550 livres le frappe directement sur la structure du pont et est ressortie du côté du navire, causant des dommages structurels mineurs sur le chemin. Une deuxième bombe le manque mais cause des dommages plus graves, l'effet de souffle fracturant les bâtis des machines, et réduisant la vitesse du navire à 10 noeuds. Le Harrier abat l'un des Ju-88 avec ses mitrailleuses de 12,7 mm. Il passe sept semaines en réparation à Sheerness Dockyard avant de retourner à Harwich pour reprendre les fonctions de dragage de mines sur la côte Est. Vers la fin de février 1941, le Harrierest redéployé à Scapa Flow en Ecosse, mais le mois suivant, il est de nouveau transféré, cette fois au Western Approaches Command, pour des tâches d’escorte océanique.
Le 26 juillet 1941, le Harrier est l'un des navires qui participe au secours du navire marchand britannique Atlantic City du convoi OS1, qui a été torpillé et endommagé par le U-141 à 365 miles au large de Gaoth Dobhair à la position géographique de 55° 42′ N, 9° 58′ O. Le Harrier reçoit ensuite l'ordre de rejoindre le destroyer Walker (D27) qui chasse un U-Boot à la position géographique de 55° 35′ N, 9° 36′ O.
Au début du mois d'août 1941, le Harrier arrive à Seyðisfjörður en Islande, et plus tard ce mois-là, il participe à des opérations couvrant les premiers convois vers le nord de la Russie, restant dans ces eaux jusqu'en octobre. Sur le chemin du retour à Scapa Flow  à Arkhangelsk avec le Britomart (J22), le Harrier contrôle les ports de Spitzbergen à la recherche d'activités allemandes. Ils entrent dans le Isfjord le 19, et trouvent une équipe météorologique ennemie qui vient d'arriver par avion pour établir une station. Le groupe s'enfuit par avion, mais le Harrier capture une partie de leur équipement.
Au début de novembre 1941, le Harrier se rend sur le Humber pour une courte remise en état et se prépare aux opérations par temps froid avec la Home Fleet. Il retourne au service à la mi-décembre et, le 22 décembre, il quitte Scapa Flow avec le croiseur Arethusa (26) et d’autres navires pour l'opération Anklet, le raid sur les îles Lofoten, en Norvège, et sont de retour à Scapa Flow le 1er janvier 1942.
Plus tard en janvier, le Harrier se rend à Arkhangelsk, en Islande, où il continue ses fonctions d’escorte avec les convois russes. Le 17 janvier 1942, alors qu’il agit comme escorte locale dans le convoi QP 8, le vapeur britannique Harmatris est touché par une torpille du U-454 qui passe sous le Harrier.
Le 1er mai 1942, le Harrier  est envoyé avec ses navires-jumeaux (sister ship) Gossamer (J63), Hussar (J82) et Niger (J73)  pour aider le croiseur léger Edinburgh (16) qui a été endommagé après avoir été touché par une torpille de l'U-456  le 30 avril alors qu'il faisait partie de l'escorte du convoi QP 11 sur la route de retour vers la Grande-Bretagne. Deux destroyers anglais: le Foresight (H68) et le Forester (H74) et deux soviétiques: le Gremyaaschi et le Sokrishitelny sont restés avec lui. Les deux britanniques ont tenté de l'accrocher, mais les câbles ont cassé tour à tour. L'U-456 le suit et garde le contact pour donner sa position aux destroyers partis à sa recherche. Le 1er mai 1942, il est pris en remorque par un remorqueur soviétique pas assez puissant. Naviguant seulement à 3 nœuds, le croiseur est attaqué par trois destroyers allemands (Z 24, Z 25 et le Schoemann) près de la presqu'île de Kola. Le 2 mai à 6h00, le Schoemann retrouve le Edinburgh. Ce dernier ouvre le feu sur le destroyer allemand, le touchant si gravement que son équipage est obligé de l'abandonner et de le saborder. Quelques instants après, le Z 25 lui lance quatre torpilles dont une seule le touche. L'équipage britannique est obligé de l'abandonner. Le HMS Harrier recueille les survivants. Le lendemain, le destroyer Foresight lui tire le coup de grâce à la position géographique de 71° 51′ N, 35° 10′ E.
Le Harrier continue ses fonctions d’escorte avec des convois russes tout au long de l'année 1942 et 1943. Au début de janvier 1944, il retourne une fois de plus sur le Humber pour des réparations. Il retourne au service de la 1re flottille de dragueurs de mines au cours de la première semaine de mars, la Flottille étant, à l’époque, basée sur le Loch Ewe. Plus tard, il est transféré pour des opérations au large des côtes Nord-Est et Est du Royaume-Uni.
En mai 1944, le Harrier , avec la 1re flottille de dragueurs de mines, est transféré à Portsmouth et, en juin, il participe à l'opération Neptune, les débarquements en Normandie agissant avec la 1re flottille de dragueurs de mines, à la protection de la Force S qui fait l'assaut à Ouistreham sous le commandement du contre-amiral A. G. Talbot.
Vers la fin de septembre 1944, le Harrier, toujours avec la 1re flottille de dragueurs de mines, est transféré au Commandement Nore, basé à Harwich, puis sous le commandement de Rosyth. Au cours de la troisième semaine de novembre, il se rend à Leith pour être remis en état et subit des réparations, se terminant en février 1945.
Pendant ce temps, la 1re flottille de dragueurs de mines retourne au Commandement Nore, et le Harrier continue ses opérations à Harwich jusqu'à la fin de la guerre en Europe.

### Après-guerre
Plus tard, le Harrier est transféré une fois de plus à Portsmouth. Du 20 juin au 25 juillet 1946, son armement est retiré à Chatham et il est réduit à la catégorie C. En août 1946, le Harrier est versé à la réserve à Harwich. Il est vendu à BISCo et est démoli en juin 1950 au chantier J. J. king à Gateshead.

### Honneurs de bataille
- ARCTIC 1941-43
- NORMANDY 1944

### Participation auxconvois
Le Harrier a navigué avec les convois suivants au cours de sa carrière:
1. Convoi ETC 100
2. Convoi ETC 42
3. Convoi Dervish
4. Convoi JW 51B
5. Convoi JW 55A
6. Convoi OB 310
7. Convoi OB 316
8. Convoi PQ 1
9. Convoi PQ 8
10. Convoi PQ 11
11. Convoi PQ 12
12. Convoi PQ 14
13. Convoi QP 1
14. Convoi QP 6
15. Convoi QP 8
16. Convoi QP 9
17. Convoi QP 10
18. Convoi QP 11
19. Convoi QP 12
20. Convoi RA 52
21. Convoi RA 54A
22. Convoi RA 54B
23. Convoi SC 29

### Commandement
- Commander (Cdr.) (en retraite) Brian Lane Clark (RN) du 15 juin 1939 au 7 décembre 1940
- Commander (Cdr.) Eric Percival Hinton (RN) du 7 décembre 1940 au 16 juillet 1942
- Commander (Cdr.) Harry Ernest Huston Nicholls (RN) du 16 juillet 1942 à octobre 1943
- Commander (Cdr.) Harry Ernest Huston Nicholls (RN) de octobre 1943 au 28 août 1944
- Commander (Cdr.) John Foster Cochrane (RN) du 28 août 1944 à décembre 1944
- Lieutenant Commander (Lt.Cdr.) Trevor George Payne Crick (RN) de décembre 1944 à fin 1945